# 05式短機関銃
05式微声短機関銃（05しきびせいたんきかんじゅう、中国語: 05式微声冲锋枪, 拼音: 05 Shìwēi shēng chōngfēngqiāng、英語: QSZ-05）は、中華人民共和国の短機関銃である。「微声」と名が付く通り、通常ではサプレッサーを装着して使用する。
開発元は中国南方工業集団。2001年より5.8x21mm DAP92弾を使用する消音サブマシンガンとして開発され、95式自動歩槍を踏襲したブルパップ方式を採用している。

## 概要
中国南方工業集団（CSGC）が所有する建設工業(集団)公司（Jianshe Industries (Group) Corporation）及び人民解放陸軍第208研究所によって開発が行われた。なお、後述するJS 9mm短機関銃の輸出業務は中国北方工業公司が担当している。

## バリエーション
JS 9mm
9x19mmパラベラム弾を使用するモデル。H&K MP5のマガジンを流用できる。
QCQ-05 (05式軽型冲鋒槍)
サプレッサーが付属しないモデル。弾薬にQCW-05用の5.8mm DCV05弾に加えてQSZ-92-5.8用の5.8mm DAP92弾を使用可能。

## 使用国
- 中国